# Toxorhina (Ceratocheilus) pollex
Toxorhina (Ceratocheilus) pollex is een tweevleugelige uit de familie steltmuggen (Limoniidae). De soort komt voor in het Afrotropisch gebied.